# Rakugo

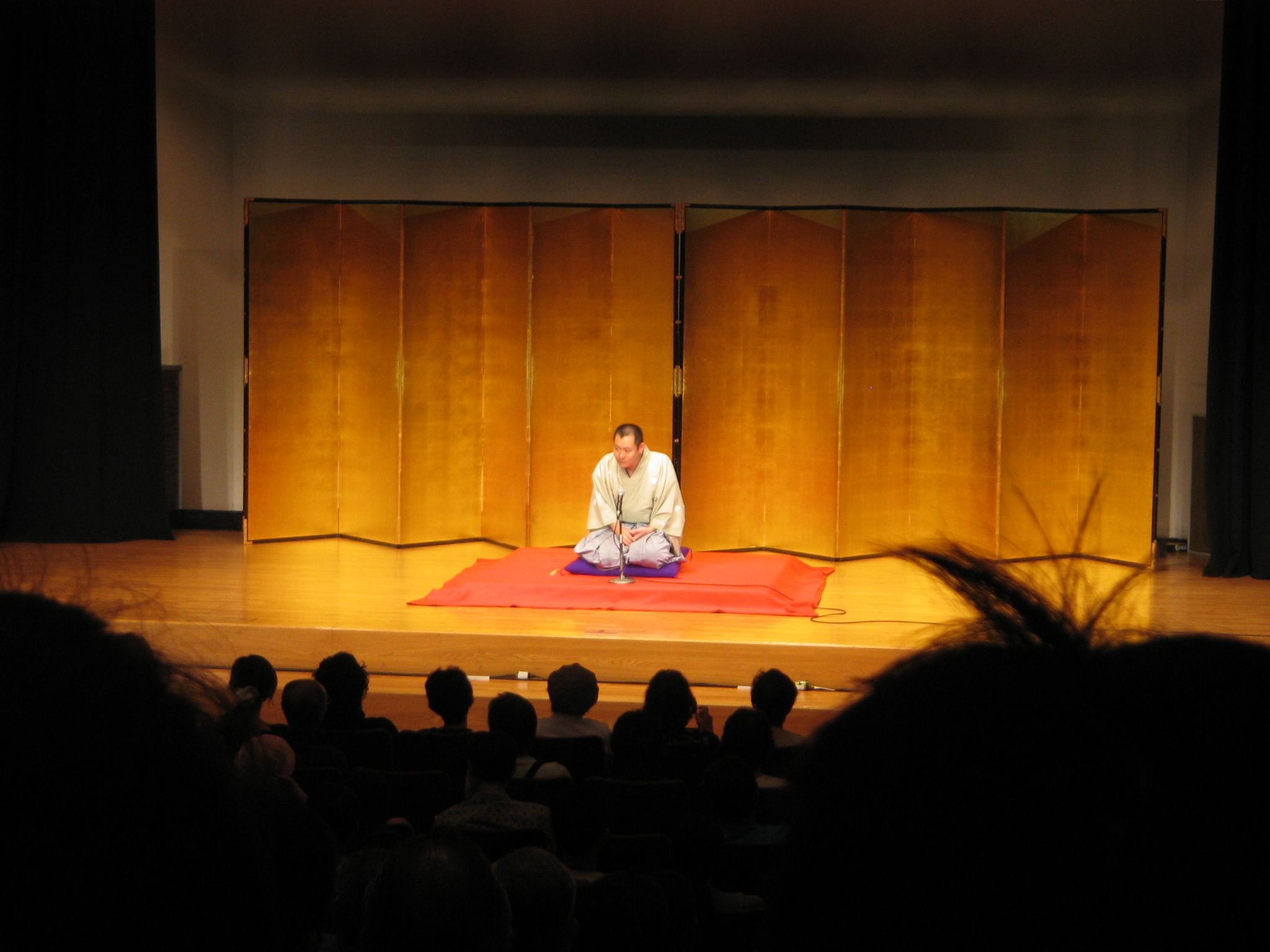
Représentation de rakugo.

Le rakugo (落語, littéralement « histoire (ou parole) qui a une chute ») est une forme de spectacle littéraire japonais humoristique qui date du début de l'époque d'Edo (1603-1868).

## Histoire
Le rakugo tirerait ses origines des historiettes comiques racontées par les moines bouddhistes.Il date du début de l'époque d'Edo (1603-1868), soit du XVIIe siècle. Parmi les premiers maîtres de la narration de style rakugo figurent Shikano Buzaemon, Tsuyu no Gorobē (露の五郎兵衛) et Yonezawa Hikohachi (米沢彦八).
Au début, le rakugo se joue dans la rue ou en privé. À la fin du XVIIIe siècle, des salles exclusivement destinées à ce spectacle sont construites, accueillant ensuite également les manzai, un autre genre de spectacle.

## Description

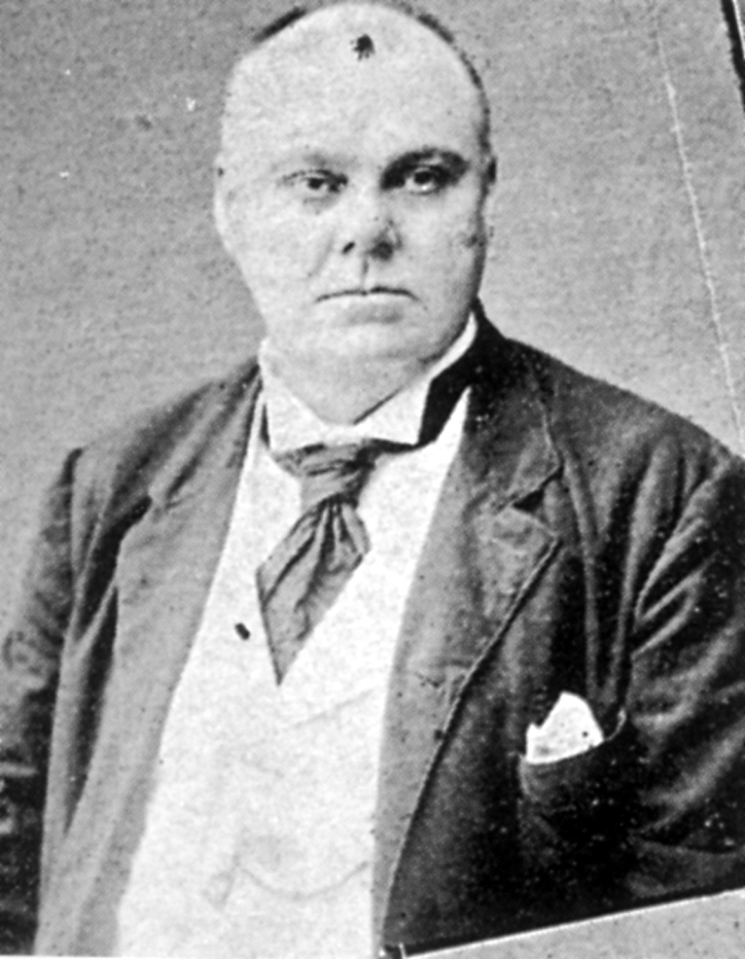
Kairakutei Black I, premier acteur étranger de rakugo à jouer au Japon.

Le conteur, appelé rakugoka (落語家) s'assied sur la scène, appelée kōza (高座), toujours habillé en kimono dont les manches peuvent lui servir à suggérer l'histoire. Il utilise comme accessoires un éventail de papier pliant nommé sensu (扇子) et parfois un essuie-main en coton, tenugui (手拭). Ils lui servent à figurer un pinceau, une cruche à saké, un sabre, une lettre, etc. Il n'y a ni décor, ni musique. Sans quitter la position à genoux traditionnelle, seiza, l'artiste de rakugo décrit une histoire humoristique. Celle-ci peut être longue et compliquée ou bien simple et courte.
Le récit, neta (ネタ) est structuré en trois parties : le makura (枕) ou prologue, suivi du hondai (本題), l'histoire à proprement parler qui se conclut par le ochi (落ち), littéralement la chute, l'épilogue. Pendant le makura, le conteur établit le contact avec le public, il évoque la saison, aborde un sujet d'actualité, un voyage, et introduit le récit que lui ont inspiré les réactions du public. L' histoire inclut généralement le dialogue de deux personnages ou plus : ils ne sont alors différenciés que par la rotation de la tête du conteur à gauche ou à droite (selon leur âge, leur sexe et leur condition sociale),  le rythme et la fluctuation du timbre de la voix. La narration est parfois quasi inexistante. Enfin, l'épilogue « se caractérise par une chute inattendue, un calembour ou un retour au début de l'histoire pour lui donner une fin ludique ».
Le conte peut être une histoire ancienne, un koten rakugo (古典落), un classique du répertoire devenu célèbre, (souvent d'origine bouddhiste), ou bien un shinsaku rakugo (新作落), une pièce moderne qui se moquera des travers de la société japonaise contemporaine. Le comique du rakugo relève du comique de situation, mais plus encore du comique linguistique. « Les récits sont ainsi un mélange de calembours, de jeux de mots, de quiproquos et d'incompréhensions dus à la différence de langue entre les interlocuteurs. »
Il existe trois grades de rakugoka : zenza (le plus bas), futatsume et enfin shin’uchi. Une fois qu'il a atteint le grade shin’uchi, le conteur devenu un maître de la parole peut former ses propres disciples.

## Lerakugoaujourd'hui

### Artistes derakugoactuels
Tachibanaya Enzō, Katsura Utamaru, Katsura Shinnosuke, Katsura Bunshi VI (en), Tachibanaya Takezō II (en), Tatekawa Shinosuke (en), Shōzō Hayashiya IX, Shunpūtei Shōta (en), et San'yūtei Enraku VI (en) sont parmi les artistes de rakugo actuels renommés au Japon.
De nombreux artistes considérés comme des humoristes traditionnels ont été formés à titre d’apprentis rakugoka, certains adoptant même les noms de scène qui leur ont été attribués par leurs maîtres, comme Akashiya Sanma (en), Shōfukutei Tsurube II (en) et Shōfukutei Shōhei. Shijaku Katsura II (en), autre artiste de rakugo célèbre, était connu hors du Japon pour ses interprétations de rakugo en anglais.

### Popularité
Aujourd’hui, le rakugo est populaire au-delà du Japon grâce au succès de mangas et d’animes comme Le Rakugo ou la vie, Akane-banashi ou Doraku Musuko (Le Disciple de Doraku), traduit et édité chez Isan manga. 

### Artistes étrangers
Des étrangers sont de plus en plus attirés par la pratique du rakugo. À l’image de Kairakutei Black I, certains deviennent de véritables disciples et suivent le parcours traditionnel avec un maître dans l’une des prestigieuses familles de rakugoka. Le Canadien Katsura Sunshine (en) présente son art aussi bien au Japon que dans le monde anglo-saxon.
D’autres parviennent à être initiés et collaborent avec différents noms du rakugo dans la région du Kansai comme dans la région du Kantō.
En France, on peut mentionner l'auteure Sandrine Garbuglia et le conteur Stéphane Ferrandez.

## Pièces
Les pièces se jouent dans des théâtres spécialisés appelés yose (寄席). A Tokyo, les Shinjuku Suehirotei, Suzumoto Engeijō (Ueno), Asakusa Engei Hall et Ikebukuro Engeijô, et à Osaka, le Tenma Tenjin Hanjōtei, figurent parmi les plus célèbres.
Jugemu (en) (寿限無) est une célèbre pièce de rakugo où un couple, voulant donner un nom de bon augure à son bébé et ne parvenant pas à se décider, prend tous les noms proposés par le moine bouddhiste, dont le premier est jugemu (« longévité sans limite » ou « sans fin »). Cet enchaînement de noms quasi interminable est à l'origine de péripéties très drôles. Jugemu a donné lieu à la création d'un morceau de jazz par le pianiste japonais Yōsuke Yamashita (en).
Une autre pièce de rakugo a été rendue célèbre autour du monde par le film d'animation de Kōji Yamamura du même nom, Atama Yama.